# Плавучий якір

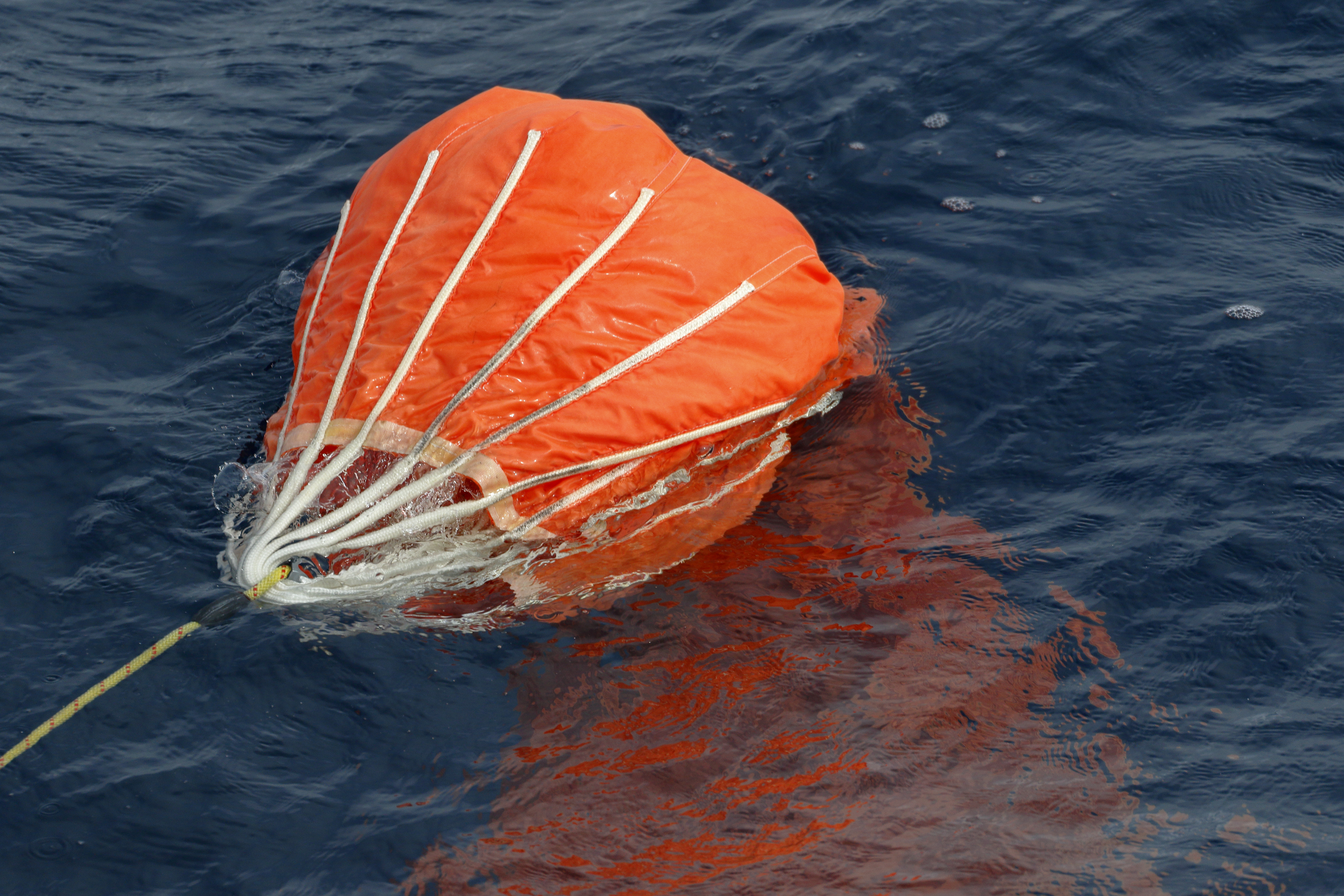
Плавучий якір у формі парашута в дії

Схема плавучого якоря: 1 — якір, 2 — якірний канат, 3 — лінь для витягання якоря.

Плавучий якір — пристрій для стабілізації судна невеликого розміру в дрейфі. На відміну від звичайного якоря, що чіпляє судно за дно моря, плавучий створює аерогідродинамічний опір, тим самим працюючи як гальмо. За принципом дії дещо нагадує парашут чи повітряний змій.
Плавучі якорі дуже корисні, щоб уповільнити рух судна, що зазнало аварію і втратило здатність рухатися, коли його починає дрейфувати, зокрема, якщо аварія сталася поблизу берегів або на водному шляху з великим рухом суден, від якого небажано віддалятися. На вітрильниках плавучий якір кидають при прибраних вітрилах.
Плавучий якір має вигляд мішка або парашутного купола, зшитого з міцної тканини. По краях горловини кріпляться вуздечки (стропи), що кріпляться до троса, яким якір з'єднується з носом або кормою судна. Крім того, він може виготовлятися прямо на судні з підручних засобів: наприклад, з двох зв'язаних навхрест жердин, обтягнутих брезентом. Для забезпечення вертикального положення в нижній частині конструкції (до кінця однієї з жердин) прив'язують тягар, роль якого може виконувати невеликий якір. Вибирання плавучого якоря з води здійснюється спеціальним лінем, прикріпленим до його вузької частини (у саморобних плоских плавучих якорів — до верхнього кінця жердини з тягарем).
На яхтах плавучий якір застосовується, щоб загамувати хід плавзасобу, утримати його носом до хвилі при сильному хвилюванні, тим самим запобігаючи перекиданню на борт. Трос для плавучого якоря має не поступатися міцністю звичайному якірному і бути досить довгим: довжина його добирається таким чином, щоб плавзасіб і якір водночасно сходили на хвилю і з неї, що зменшуватиме шарпання корпусу. Іноді плавучий якір вживається для того, щоб викинути плавзасіб (човен, рятувальний пліт) на берег, використовуючи прибійну хвилю.